# Vranjevići (Foča, BiH)
Vranjevići je naseljeno mjesto u općini Foča, Republika Srpska, BiH. Nalaze se s lijeve strane rijeke Koline. Nekoliko kilometara istočno je Drina. 
Do godine 1962. nosili su ime Hranjevići, nakon čega nose ime Vranjevići (Sl.list NRBiH, br.47/62). Pripojeno im je i naselje Uljine koje je ukinuto.

## Stanovništvo
| Narod     | Popis 1961. | Popis 1971. | Popis 1981. | Popis 1991. |
| --------- | ----------- | ----------- | ----------- | ----------- |
| Hrvati    |             |             |             |             |
| Muslimani | 64          | 67          | 73          | 46          |
| Srbi      | 90          | 70          | 74          | 39          |
| ostali    | 1           |             | 2           | 1           |
| Ukupno    | 155         | 137         | 149         | 86          |